# Жерков
Жерков (пољ. Żerków) град је у Пољској у Војводству великопољском. По подацима из 2012. године број становника у месту је био 2164.

## Становништво
| 2012. |
| ----- |
| 2.164 |

## Партнерски градови
- Конти Вроцлавскје